# Pungi
Il Pungi (in lingua hindi) o Been, o Tiktiri (in sanscrito) è uno strumento musicale a fiato diffuso nella musica popolare indiana. In particolare viene utilizzato dagli incantatori di serpenti ed è legato al culto di Shiva. 
Si tratta di un clarinetto doppio ad ance interne semplici, costituito da due canne inserite in una zucca a bottiglia (Lagenaria siceraria): una canna, dotata di 7 fori, crea la melodia, mentre la seconda, dotata di 2 fori, funge da bordone.
Temale: strumento musicale ad ancia semplice.